# 見返り美人図
『見返り美人図』（みかえりびじんず）は、17世紀（江戸時代前期）の美人画。浮世絵を確立した画家・菱川師宣の代表作にして、彼の代名詞的一図である。絹本著色。緋色の衣裳を身につけた美人の女性が、ふと振り向く（見返る）様子を描いたもので、世界的にも非常に著名な肉筆浮世絵である。この女性像の人気さは、「師宣の美女こそ江戸女」と称されるほどであった。1948年（昭和23年）発行、および1991年（平成3年）発行の「切手趣味週間」、1996年（平成8年）発行の「郵便切手の歩みシリーズ・第6集」の各図案にそれぞれ採用されている。現在は東京国立博物館蔵。

## 概要
画中の女性は、17世紀末期当時の流行であった女帯の結び方「吉弥結び（きちやむすび）」と、紅色の地に菊と桜の刺繍を施した着物を身に着けている。それらを美しく見せる演出法として、歩みの途中で後方に視線を送る姿で描かれたものと考えられる。
同時代で年下の絵師・英一蝶は本作に刺激を受けてか対抗するかのように、構図等に類似点の多い一図「立美人図」を描いている。
1810年（文化7年）の山東京伝による箱書があることから、おそらく幕末には好事家の間で知られていた可能性が高い。また博物館に収蔵された時期も早く、60番という若い列品番号がそれを物語っている。
現代の日本では、1948年（昭和23年）11月29日発行の記念切手（「切手趣味週間」額面5円）の図案に採用され、これが日本の記念切手の代表的かつ高価な一点となったことも本作が大衆に周知されるに少なからず影響した。
2022年（令和4年）、東京国立博物館は創立150年記念事業「踊る埴輪&見返り美人修理プロジェクト」を発表し、同年4月1日より本項「見返り美人図」および「埴輪 踊る人々」（踊る埴輪）の修理費用として1000万円の寄附を募る事業を開始した。